# Воєнний хрест Вільгельма-Ернста
Воєнний хрест Вільгельма-Ернста (нім. Wilhelm-Ernst-Kriegskreuz) — нагорода Великого герцогства Саксен-Веймар-Айзенаського.

## Історія

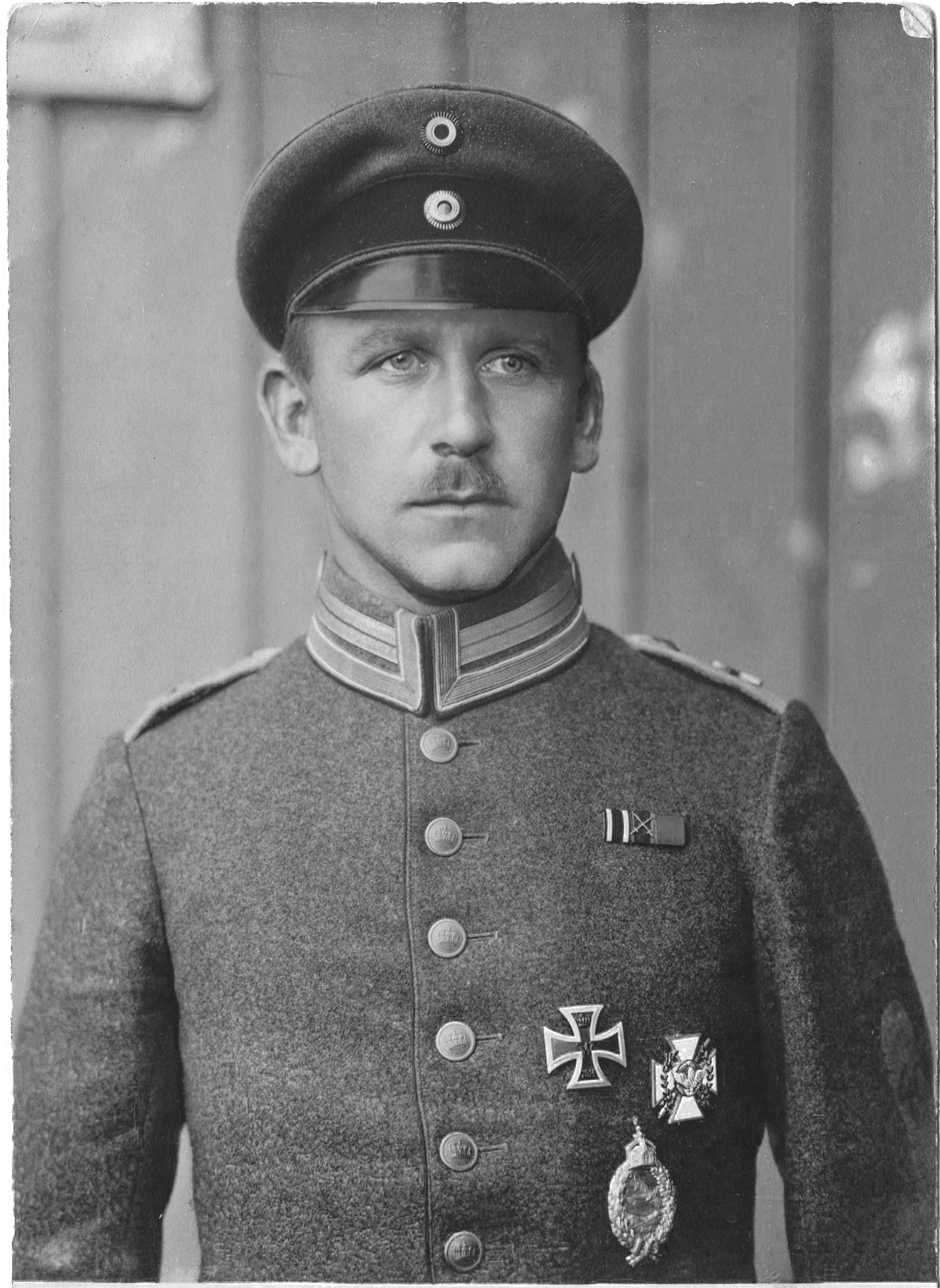
Льотчик-ас Едмунд Натанаель з Воєнним хрестом на грудях (березень 1917).

Хрест був заснований 10 червня 1915 року великим герцогом Вільгельмом-Ернстом для нагородження службовців його військової частини — піхотного полку «Великий герцог Саксонський» (5-го тюринзького) №94, а також для колишніх службовців полку, переведених в інші частни під час Першої світової війни. Окрім цього, хрестом могли нагороджуватись піддані Великого герцогства, нагороджені Залізним хрестом.

## Опис
Срібний хрест, покритий білою емаллю. В центрі хреста — золотий медальйон з білим соколом, оточений лавровим вінком. Позаду медальйона — схрещені мечі.
Хрест носився на лівому боці грудей.